# 哈氏颗粒犁头鳐
哈氏颗粒犁头鳐（学名：Scobatus halavi）为犁头鳐科颗粒犁头鳐属的鱼类。分布于红海以及南中国海等海域。该物种的模式产地在沙特阿拉伯的吉達。